# Sesquilé

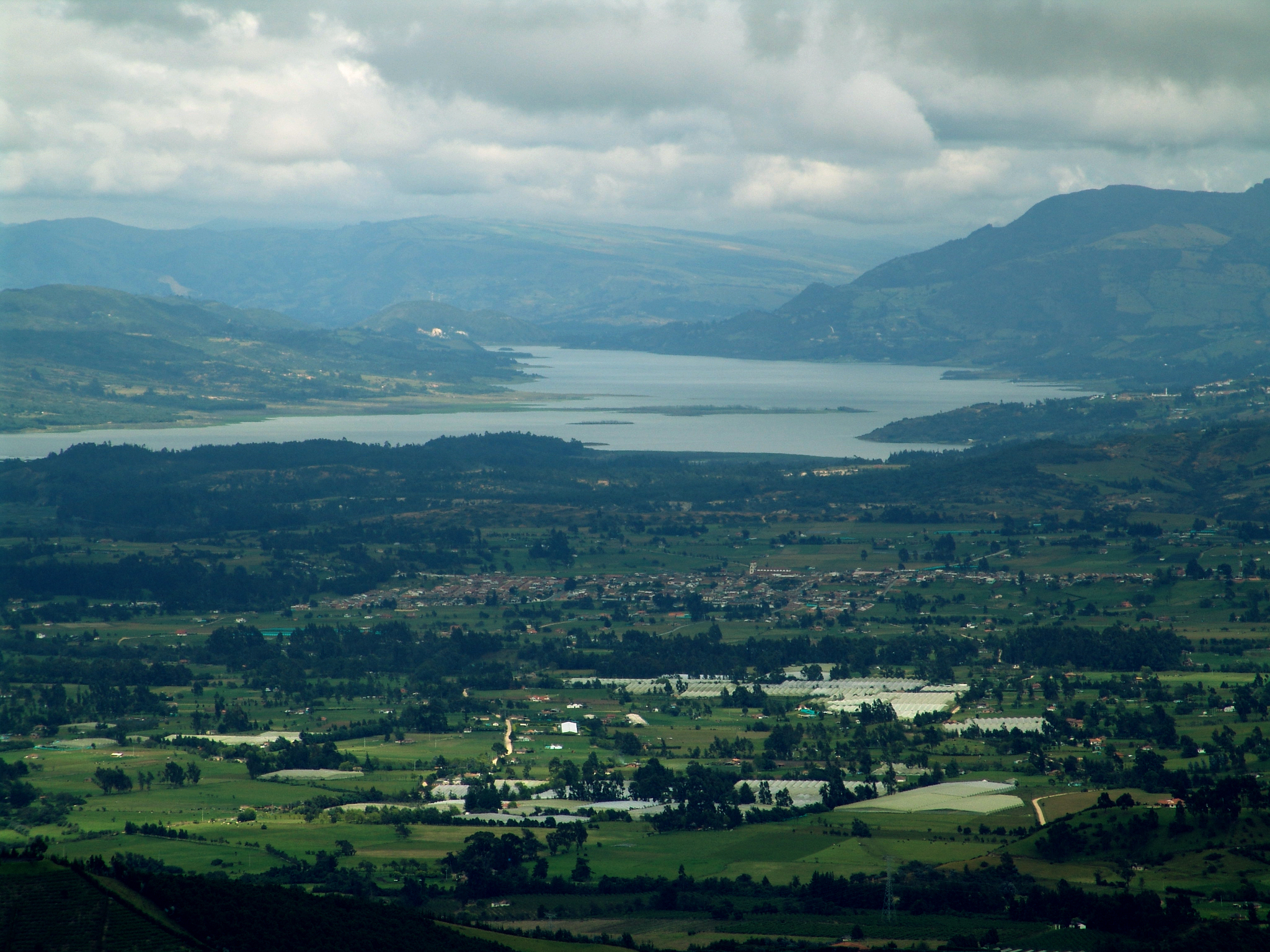
Sesquilé e a barragem de Tominé.

Sesquilé é um município da Colômbia, localizado na província Almeidas, departamento de Cundinamarca. Em 2018 tinha 11.423 habitantes.
No território do município se encontra a Laguna de Guatavita, onde se realizava a cerimónia muisca do Eldorado (o homem dourado). O reservatório de Tominé é um corpo hídrico que se estende entre as sedes municipais de Guatavita e Sesquilé. As atividades econômicas predominantes são a agricultura, a pecuária e o turismo, além dà pequena mineração.
Nos territórios de Boituva, Gobernador (Fistativa) e Nescutá mora uma comunidade indígena muisca, integrada por 144 pessoas.